# Enicospilus mayi
Enicospilus mayi là một loài tò vò trong họ Ichneumonidae.